# Burggrumbach
Burggrumbach ist ein Gemeindeteil der Gemeinde Unterpleichfeld im unterfränkischen Landkreis Würzburg in Bayern.

## Geografische Lage
Das Kirchdorf Burggrumbach liegt im Nordwesten des Unterpleichfelder Gemeindegebietes. Im Norden liegt die Seemühle, die ebenfalls ein Unterpleichfelder Gemeindeteil ist. Nordöstlich beginnt die Gemarkung von Bergtheim, östlich liegt Oberpleichfeld.  Unterpleichfeld, mittlerweile mit Burggrumbach zusammengewachsen, befindet sich in unmittelbarer Nähe im Osten. Im Süden, getrennt durch die Bundesstraße 19, beginnt das Gemeindegebiet von Kürnach. Der Estenfelder Gemeindeteil Mühlhausen liegt im Südwesten, im Nordwesten liegt Rupprechtshausen.

## Geschichte
Die Stelle, an der heute Burggrumbach liegt, war bereits in vorchristlicher Zeit besiedelt. Zeitweise gab es dort einen Opferplatz. Bei Ausgrabungen wurde ein keltisches Frauengrab auf der Gemarkung von Burggrumbach entdeckt. Erstmals urkundlich erwähnt wurde der Ort im Jahr 822. Damals wurden einige Güter und Untertanen an die Bonifatiusabtei in Fulda gegeben. Der Ort ist einer der ältesten in der Umgebung. 
Im Mittelalter wurde das Dorf Sitz des Dynastengeschlechts von Grumbach. An der Einmündung des Erbshäuser Baches in die Pleichach entstand das Stammschloss. Die Herren verlegten bald ihren Sitz nach Rothenfels und nahmen den Namen „von Rothenfels“ an. Bereits 1243 starb mit Albert zu Rothenfels der letzte männliche Nachkomme der Dynastie aus. Sein Schwiegersohn Ludwig von Rieneck erhielt daraufhin die Besitzungen zu Lehen. 
Erst im 14. Jahrhundert erwarben die Würzburger Ministerialen von Wolfskeel den Ort und die Burg. Sie nannten sich nach ihren Vorgängern „von Grumbach“. Später siedelte ein Zweig der Familie nach Rimpar über. Im Jahr 1567 wurden die verschuldeten Güter der Herren von Grumbach vom Hochstift Würzburg eingezogen, nachdem der Burgherr Wilhelm von Grumbach wegen des Mordes an Bischof Melchior Zobel in Gotha hingerichtet worden war. 
Durch einen Gnadenerlass sollte Cunz von Grumbach im Jahr 1569 die Güter zurückerhalten. Allerdings war es ihm nicht möglich, die vereinbarte Summe aufzutreiben und so wurde das Schloss 1593 an das Hochstift Würzburg verkauft. Das Dorf wechselte 1623 den Besitzer, als man Friedrich von Thüngen mit ihm belehnte. Am Ende des 18. Jahrhunderts wurden einige Teile des Schlosses abgerissen und die Straße nach Werneck mit den Steinen gepflastert.
Eine große Katastrophe brach im Jahr 1796 über Burggrumbach herein. Französische Truppen zogen sich nach der verlorenen Schlacht bei Würzburg zurück und steckten dabei das Dorf in Brand. Lediglich die Dorfkirche überstand das Feuer. Nach der Mediatisierung zu Beginn des 19. Jahrhunderts kam Burggrumbach an Bayern, im Frieden von Preßburg (1805) wurde das Gebiet Erzherzog Ferdinand III. von Toskana zur Bildung des Großherzogtums Würzburg überlassen, mit dem es 1814 endgültig an Bayern fiel. Im Jahr 1818 wurde mit dem bayerischen Gemeindeedikt die Ruralgemeinde gegründet. Am 1. Juli 1972 wurde die Gemeinde nach Unterpleichfeld eingemeindet.

## Kultur und Sehenswürdigkeiten

### Baudenkmäler

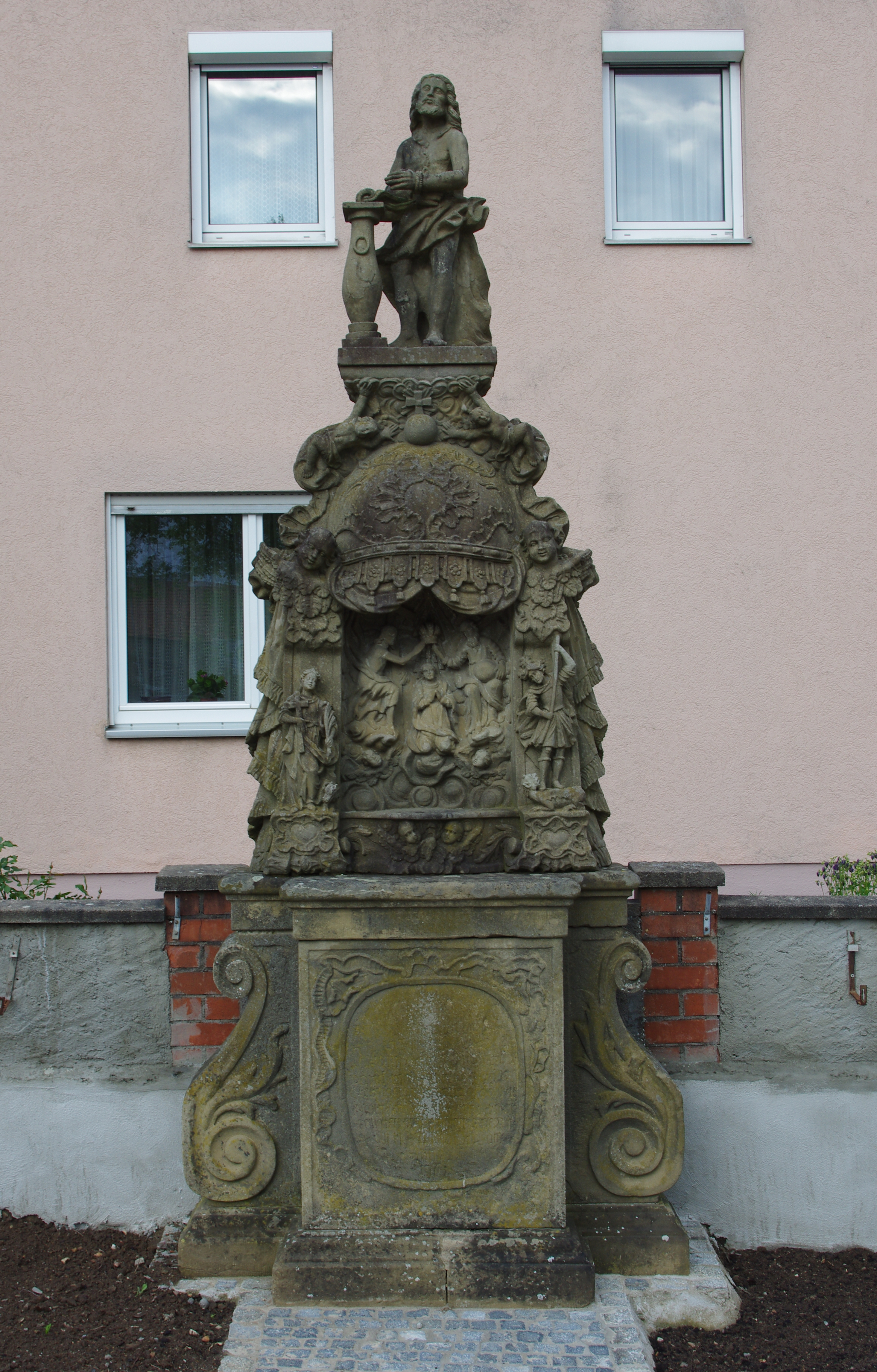
Der Prozessionsaltar mit dem gegeißelten Christus.

Den Mittelpunkt des Dorfes bildet die katholische Pfarrkirche St. Martin. Das Langhaus stammt aus der zweiten Hälfte des 20. Jahrhunderts, der Chorturm entstand in der Zeit der Gegenreformation als sogenannter Julius-Echter-Turm. Innen verweisen mehrere Grabsteine auf die Herrschaft der Herren von Grumbach. Künstlerisch wertvoll ist der Stein der Anna Maria von Grumbach, die 1598 fünfjährig starb.
Zentral steht das ehemalige Schloss der Herren von Grumbach. Es wurde zeitweise auch als Pfarrhof und Zehntscheuer genutzt. Ein dreigeschossiger Massivbau des 14. und 15. Jahrhunderts bildet den Mittelpunkt der Anlage. Im 19. Jahrhundert entstand ein Anbau. Mehrere Wirtschaftsgebäude gruppieren sich um das Wohngebäude, außerdem hat sich der polygonale Bering erhalten. Eine Brücke leitet zum Burgtor des 16. Jahrhunderts über.
Nach den Zerstörungen im Jahr 1796 haben sich im Dorf und auf der Gemarkung lediglich mehrere Bildstöcke und Kleindenkmäler aus vergangenen Jahrhunderten erhalten. Besonders prächtig ist die Figur des kreuztragenden Christus mit dem Henkersknecht aus dem Jahr 1720. Ein Prozessionsaltar von 1761 zeigt als Bekrönungsfigur den gegeißelten Christus.

### Wappen
| Wappen von Burggrumbach | Blasonierung: „Gespalten von Rot und Gold, vorne ein Mohr mit grünem Federschurz, der in seiner Rechten drei rote Rosen an grünen Stengeln hält; hinten drei aufsteigende silberne Spitzen.“ |
| Wappen von Burggrumbach | Wappenbegründung: Die ehemalige Gemeinde erhielt mit Ministerialentscheidung vom 21. Mai 1957 das Wappen. Es verweist auf die Geschichte des Dorfes. Der Mohr ist dem Wappen der Familie Grumbach entlehnt, die lange Zeit im Ort herrschte. Der Fränkische Rechen verweist auf das Hochstift Würzburg. |